# Hustisford
Hustisford é uma vila localizada no estado norte-americano de Wisconsin, no Condado de Dodge.

## Demografia
Segundo o censo norte-americano de 2000, a sua população era de 1135 habitantes.
Em 2006, foi estimada uma população de 1152, um aumento de 17 (1.5%).

## Geografia
De acordo com o United States Census Bureau tem uma área de
2,5 km², dos quais 2,1 km² cobertos por terra e 0,4 km² cobertos por água. Hustisford localiza-se a aproximadamente 262 m acima do nível do mar.

## Localidades na vizinhança
O diagrama seguinte representa as localidades num raio de 12 km ao redor de Hustisford.